# Sasnowy Bor (rejon mołodecki)
Sasnowy Bor (biał. Сасновы Бор, ros. Сосновый Бор) – osiedle na Białorusi, w obwodzie mińskim, w rejonie mołodeckim, w sielsowiecie Miasota.
Powstało po 1926. W pobliżu znajduje się przystanek kolejowy Tyszkiewiczy, położony na linii Połock – Mołodeczno.